# Monolake
Monolake è un progetto di musica elettronica tedesco fondato nel 1995.
I membri originari erano Gerhard Behles e Robert Henke. Proprio Henke, attratto e influenzato dalla musica minimal e techno, iniziò a fondere questo tipo di approcci con l'utilizzo dei computer. Ne venne fuori un primo album (Hongkong, 1997).
Nel 2004 si aggiunge al gruppo Torsten Pröfrock (che pubblica come T++ o come Various Artists).

## Discografia
Monolake
- Hongkong (1997)
- Gobi. The Desert EP (1999)
- Interstate (1999)
- Cinemascope (2001)
- Gravity (2001)
- Momentum (2003)
- Polygon_Cities (2005)
- Plumbicon Versions (2006)
- Silence (2009)
- Ghosts (2012)

Robert Henke
- Piercing Music (Imbalance, 1994)
- Floating Point (Imbalance, 1997)
- Signal to Noise (Imbalance Computer Music, 2004)
- Layering Buddha (Imbalance Computer Music, 2006)
- Atom/Document (Imbalance Computer Music, 2008)
- Indigo_Transform (Imbalance Computer Music, 2009)

Torsten Pröfrock
- Various Artists Decay Product (Chain Reaction, 1997)
- Various Artists 8, 8.5, 9 Remixes (FatCat, 1999)
- Dynamo Außen Vor (DIN, 2002)